# 毛包虫症

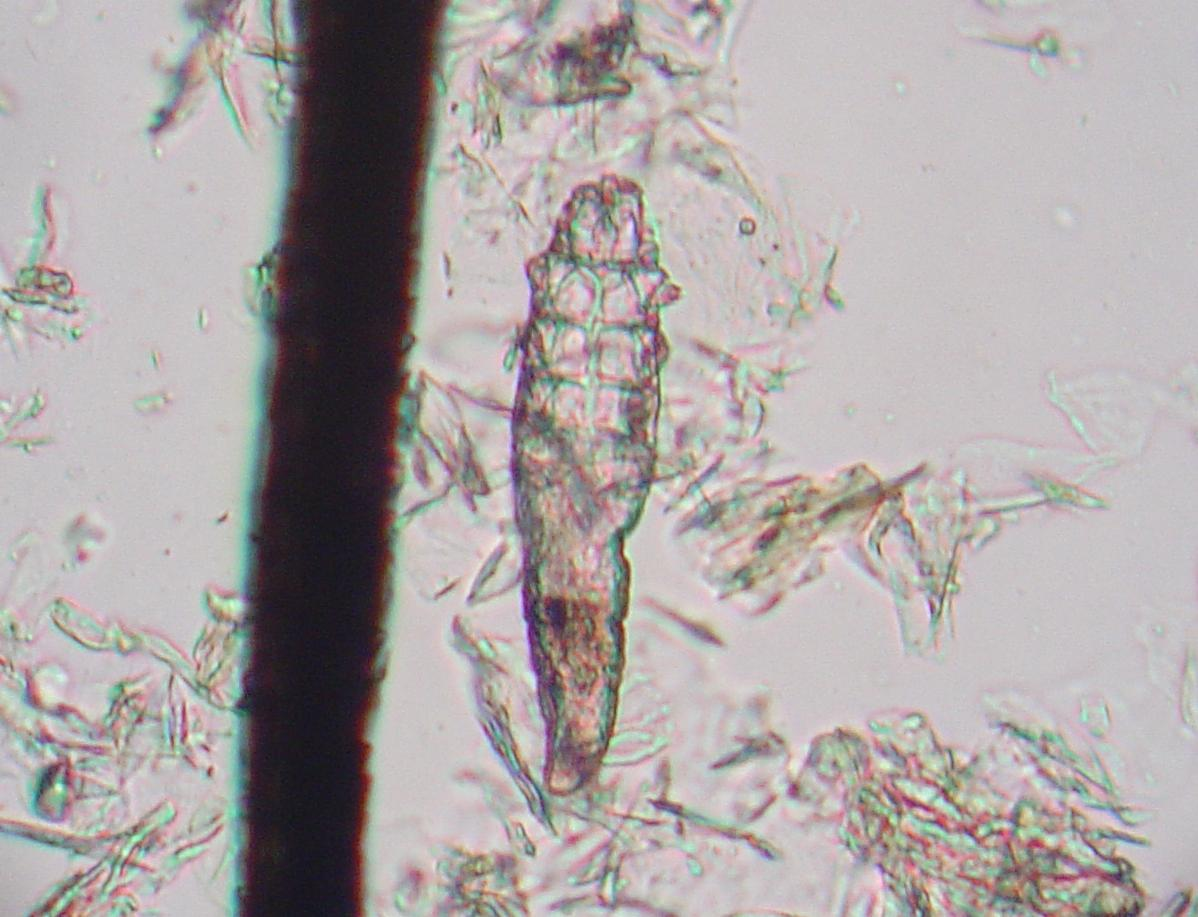
イヌニキビダニ（Demodex canis）

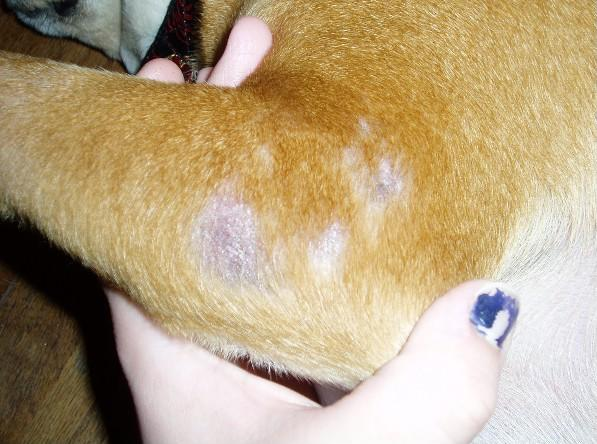
イヌの毛包虫症

毛包虫症（もうほうちゅうしょう、英:demodicosis）とはニキビダニ（Demodex spp.）が毛包あるいは皮脂腺に寄生することを原因とする疾病。イヌ、ウシ、ブタで多くみられ、ネコでは稀。全身性あるいは眼、口周囲、四肢端などの局所性に脱毛、落屑、痂皮、脂漏、色素沈着、化膿などが認められる。掻痒はないあるいは軽度。診断は病変部よりニキビダニの検出あるいは皮膚生検による。膿皮症、真菌性皮膚炎、脂漏症、甲状腺機能低下症などとの鑑別が必要。治療にはイベルメクチンが用いられる。膿皮症が併発している場合は抗菌薬を使用する。